# Johannes Morsztyn der Jüngere
Johannes Morsztyn der Jüngere († 1581) war ein krakauischer Ratsherr, Bankier und Kaufmann.
Von 1563 bis 1581 war er Ratsherr. Als letztes Mitglied des Patriziergeschlechts Morstein übte er Einfluss im Stadtrat aus.

## Leben
Morsztyn war der älteste Sohn des Ratsherrn Johannes Morsztyn des Älteren. Er hatte drei Schwestern namens Ursula, Sophia und Magdalena sowie einen Bruder Georg, der Geschworener war.
Er saß in den Jahren 1532 bis 1537, 1539 bis 1541, 1554 bis 1557, 1559 und 1562 bis 1563 auf der Ratsbank. Von 1563 bis zu seinem Tod war er für fast 19 Jahre Mitglied des Stadtrats. Er war einmal Bürgermeister. Im Auftrag der Stadt war er 1565 gemeinsam mit dem Ratsherrn Mikołaj Baranowski Mitglied des Landtags zu Petrikau und 1566 zusammen mit dem Ratsherrn Joachim Krzyżanowski Mitglied des Landtags zu Lublin. 1565 war er Mitglied einer Stadtdelegation am polnischen Hof. In dieser Funktion übergab er König Sigismund II. August. ein Geschenk der Stadt in Form von 1000 Zloty. 1571 war er mit dem Eintreiben der Steuern betraut.
Ab 1575 verantwortete er die Überwachung des Mikołajska-Tors, das von der Metzgerzunft verteidigt wurde. Ab 1578 bis zu seinem Tod war wie schon sein Vater Kommissar des Herrenhauses der Marienkirche.
Ihm gehörte ein Miethaus am Marktplatz (heute Nr. 22). Mit seinem Tod endet der Einfluss der Morstein auf die krakausche Politik. Mit dem Tod seines gleichnamigen Sohnes starb die Hauptlinie der Familie aus.

## Ehen und Nachkommen
Mit seiner Frau hatte er vier Kinder:
- Johannes (Jan) Morsztyn
- Brygida Morsztyn ⚭ Kasper Gutteter, Berater
- Agnes (Agnieszka) Morsztyn ⚭ Erasmus Straus, Richter
- Magdalena Morsztyn ⚭ Franciszek Rezler